# Eccellenza Trentino-Alto Adige 2017-2018
Il campionato italiano di calcio di Eccellenza regionale 2017-2018 è il ventisettesimo organizzato in Italia. Rappresenta il quinto livello del calcio italiano.

## Squadre partecipanti
| Club                | Città                             | Stadio                                          |
| ------------------- | --------------------------------- | ----------------------------------------------- |
| Ahrntal             | San Giovanni di Valle Aurina (BZ) | Campo sintetico di San Giovanni di Valle Aurina |
| Anaune Val di Non   | Cles (TN)                         | Stadio Comunale di Cles                         |
| U.S.D. Arco 1895    | Arco (TN)                         | Stadio Comunale di Arco                         |
| Benacense           | Riva del Garda (TN)               | Campo sportivo di Riva                          |
| Bozner              | Bolzano                           | Campo sportivo Talvera                          |
| Brixen              | Bressanone (BZ)                   | Campo jugendhort - Klaus Seebacher              |
| Calciochiese        | Storo (TN)                        | Campo sportivo ai Grilli                        |
| Comano Terme Fiavè  | Comano Terme (TN)                 | Campo sportivo di Ponte Arche                   |
| Lavis               | Lavis (TN)                        | Campo sintetico di Lavis                        |
| Obermais            | Maia Alta di Merano (BZ)          | Stadio Comunale di Merano                       |
| Naturns             | Naturno (BZ)                      | Campo sportivo A di Naturno                     |
| St. Georgen         | San Giorgio di Brunico (BZ)       | Campo sportivo scolastico di San Giorgio        |
| St. Martin Passeier | San Martino in Passiria (BZ)      | Campo sportivo di San Martino                   |
| St. Pauls           | St Pauls di Appiano (BZ)          | Centro sportivo Maso Ronco                      |
| Termeno             | Termeno (BZ)                      | Zona sportiva Termeno                           |
| Virtus Bolzano      | Bolzano                           | Internorm Arena                                 |

## Classifica
Aggiornata al 6 maggio 2018.
|  | Pos. | Squadra            | Pt | G  | V  | N  | P  | GF | GS | DR  |
|  | ---- | ------------------ | -- | -- | -- | -- | -- | -- | -- | --- |
|  | 1.   | Virtus Bolzano     | 78 | 30 | 25 | 3  | 2  | 69 | 18 | +51 |
|  | 2.   | Sankt Georgen      | 63 | 30 | 19 | 6  | 5  | 60 | 27 | +33 |
|  | 3.   | Sankt Pauls        | 51 | 30 | 16 | 3  | 11 | 36 | 27 | +9  |
|  | 4.   | Comano Terme Fiavè | 47 | 30 | 14 | 5  | 11 | 47 | 46 | +1  |
|  | 5.   | Calciochiese       | 45 | 30 | 13 | 6  | 11 | 36 | 41 | -5  |
|  | 6.   | Brixen             | 43 | 30 | 13 | 4  | 13 | 59 | 73 | -14 |
|  | 7.   | Arco               | 43 | 30 | 11 | 10 | 9  | 33 | 30 | +3  |
|  | 8.   | Lavis              | 41 | 30 | 11 | 8  | 11 | 46 | 46 | +0  |
|  | 9.   | Tramin             | 40 | 30 | 12 | 4  | 14 | 46 | 42 | +4  |
|  | 9.   | Anaune Val di Non  | 37 | 30 | 10 | 7  | 13 | 41 | 44 | -3  |
|  | 11.  | Sankt Martin       | 36 | 30 | 8  | 12 | 10 | 39 | 38 | +1  |
|  | 12.  | Obermais           | 31 | 30 | 7  | 10 | 13 | 37 | 47 | -10 |
|  | 13.  | Naturns            | 30 | 29 | 7  | 9  | 14 | 34 | 48 | -14 |
|  | 14.  | Bozner             | 29 | 30 | 7  | 8  | 15 | 30 | 38 | -8  |
|  | 15.  | Benacense 1905     | 28 | 30 | 7  | 7  | 16 | 33 | 61 | -28 |
|  | 16.  | Ahrntal            | 24 | 30 | 6  | 6  | 18 | 25 | 44 | -19 |

Legenda

      Promozione in Serie D 2018-2019.
      Ammissione ai play-off nazionali.
      Retrocessione in Promozione Trentino-Alto Adige 2018-2019.
Note:

Tre punti a vittoria, uno a pareggio, zero a sconfitta.